# Лукина (деревня, Байкаловский район)
Лукина — деревня в Байкаловском районе Свердловской области. Входит в состав Баженовского сельского поселения. Управляется Городищенским сельским советом.

## География
Населённый пункт расположен на левом берегу реки Ница в 28 километрах на север от села Байкалово — административного центра района.

### Часовой пояс
Лукина, как и вся Свердловская область, находится в часовой зоне МСК+2. Смещение применяемого времени относительно UTC составляет +5:00.

## Население
| 2002 | 2010 |
| ---- | ---- |
| 2    | ↘1   |

## Инфраструктура
Деревня разделена на три улицы (Зелёная, Мира, Победы).